# 金明時
金明時（？—？），字戬檀，号鲵桓，浙江湖州府德清县人，明朝政治人物。

## 生平
萬曆十六年（1588年）戊子科浙江鄉試舉人，二十六年（1598年）戊戌科進士，礼部觀政，官江西泰和县知县，三十五年選取为陕西道御史，本年管卢沟桥，条议救荒足饷事宜。三十七年巡视居庸，三十八年巡青、巡视東城。三十九年以党争，为御史汤兆京、吏部尚书孙丕扬、刑部山西司主事秦聚奎參劾，以不谨例冠带闲住，尋夺职。

## 家族
曾祖金鼎。祖父金鸾。父金声。兄金陛，號楚石，以万历三十一年癸卯乙榜，出任山东德平知县，迁邳州知州，崔呈秀巡盐淮上，索贿不應，遂被疏劾丢官。里居垂三十年，年八十五卒。子金玉鉉，崇祯七年甲戌進士。侄子金濚，崇祯庚辰進士。孫金渐皋，字梦蜚，号怡安，順治九年進士，官汉阳知县。